# Maxomys hylomyoides
Maxomys hylomyoides és una espècie de mamífer rosegador de la família dels múrids. És endèmic de les muntanyes de l'oest de Sumatra (Indonèsia), on viu a altituds d'entre 600 i 2.225 msnm. El seu hàbitat natural són els boscos primaris montans o molsosos. És una espècie en risc mínim, és a dir, no sembla que hi hagi cap amenaça significativa per a la seva supervivència. El seu nom específic, hylomyoides, significa ‘semblant a Hylomys’ en llatí.